# Gelosia (film 1942)
Gelosia è un film del 1942, diretto da Ferdinando Maria Poggioli, tratto dal romanzo Il marchese di Roccaverdina di Luigi Capuana.

## Trama
Sicilia, fine 1865. Il marchese di Roccaverdina ama riamato la bella contadina Agrippina, ma non può sposarla per ragioni di ceto sociale. Per non rinunciare a lei, decide di darla in moglie a un suo fattore, facendo però giurare ad entrambi che il matrimonio non sarà mai consumato. Pochi mesi dopo il fattore viene ucciso da un colpo di fucile e i sospetti ricadono su un altro contadino, che viene condannato all'ergastolo. L'autore del delitto è in realtà il marchese, divorato dalla gelosia e spinto dal sospetto che i due non avessero tenuto fede al giuramento. Il marchese confessa al parroco la sua colpa e questi gli promette l'assoluzione a patto che si costituisca e faccia liberare l'innocente. Ma il marchese, accecato dall'orgoglio, rifiuta il consiglio e spera di dimenticare e di redimersi sposando una nobildonna che lo ama ma che ben presto si accorgerà di essere stata sposata senza amore. Il marchese, sconvolto e divenuto folle, muore nella solitudine.

## Produzione
Il film fu realizzato negli studi Pisorno di Tirrenia. Alla sceneggiatura hanno partecipato anche Giacomo Debenedetti, non accreditato a causa delle leggi razziali, e Gino Carlo Sensani, il costumista del film.
Il visto della censura risale al 3 febbraio 1943 (v.c. n. 31813).

## Distribuzione
Il film curiosamente uscì nelle sale cinematografiche italiane il 25 dicembre del 1942, un mese e mezzo prima di ottenere ufficialmente il visto dalla censura.

## Critica
- "La Sicilia è un paese profondo, incandescente, vergine, generoso con i sentimenti a fior di terra e di pelle, con il sole che brucia, con il silenzio che martella nelle grandi, sconfinate distese della provincia. Poggioli [...] meriterebbe dieci con lode solo per l'ambientazione perfetta che ha saputo dare al dramma. Ma che punto dovremmo dargli per il dramma? Questo infatti è denso, chiuso, profondo ed è portato avanti sino allo scoppio finale, con sopraffina abilità, con un senso di verità allucinante." (Mino Doletti, Film, n. 3, 16 gennaio 1943)

## Opere correlate
Nel 1953 il regista Pietro Germi ha realizzato un remake omonimo del film.